# Charles-Alphonse Bellin dit Blin
Charles-Alphonse Bellin dit Blin, francoski general, * 1881, † 1961.